# هالکیون (کالیفرنیا)
هالکیون (به انگلیسی: Halcyon) یک منطقهٔ مسکونی در ایالات متحده آمریکا است که در شهرستان سن لوییز اوبیسپو، کالیفرنیا واقع شده‌است.